# Canard à foie gras du Sud-Ouest
 (février 2017).
Si vous disposez d'ouvrages ou d'articles de référence ou si vous connaissez des sites web de qualité traitant du thème abordé ici, merci de compléter l'article en donnant les références utiles à sa vérifiabilité et en les liant à la section « Notes et références ».
Le canard à foie gras du Sud-Ouest, est une indication géographique protégée concernant la viande de canard gavé dans le Sud-Ouest de la France.

## Historique

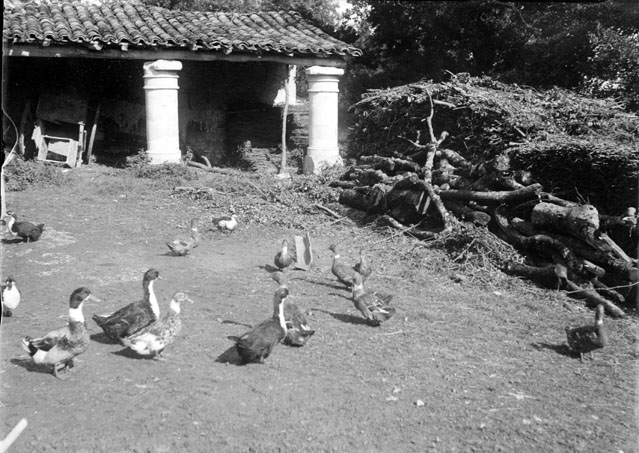
Canards à Cahuzac-sur-Vère à la fin du XIX.

La pratique du gavage dans le Sud-Ouest de la France a commencé avec la culture du maïs depuis le XVIe siècle, dont les propriétés nutritionnelles pour l'engraissement des palmipèdes sont reconnues.
Cet élevage était lié à la pratique du métayage : les petites propriétés agricoles ne permettaient pas l'élevage de mammifères, laissant le commerce de volailles prospérer. La cuisine des animaux en confit était le seul moyen de conserver la viande. Antoine Parmentier a résumé ces pratiques : « les foies de canards si renommés dans toute l’Europe ne doivent leurs avantages qu’à ce grain ». Les conditions climatiques et pédologiques de culture du maïs venu d'Amérique étaient réunies dans le Sud-Ouest, raison de son succès.

## Zone de production
L'aire de production comprend en totalité les régions administratives d'Aquitaine et Midi-Pyrénées, le département de la Corrèze et cantons limitrophes de la Haute-Vienne : Saint Mathieu, Châlus, Saint-Yrieix-la-Perche et dans l'Aude les cantons de Castelnaudary Sud et Canton de Castelnaudary-Nord, Salles, Belpech, Fanjeaux.
Dans cette aire, six zones restrictives peuvent adjoindre une mention géographique. Elles sont strictement délimitées :
1. Le canard à foie gras de Chalosse provient des cantons des Landes suivants : Pouillon, Montfort-en-Chalosse, Amou, Hagetmau, Saint-Sever[5] ;
2. Le canard à foie gras de Gascogne provient des départements du Gers, des Landes, des Hautes-Pyrénées et de l’arrondissement de Saint-Gaudens en Haute-Garonne[5] ;
3. Le canard à foie gras du Gers provient du département correspondant[5] ;
4. Le canard à foie gras des Landes provient du seul département des Landes[5] ;
5. Le canard à foie gras du Périgord provient du département de la Dordogne, et des cantons limitrophes de la Haute-Vienne (Saint-Mathieu, Châlus, Saint-Yrieix-la-Perche), de la Corrèze (Lubersac, Juillac, Ayen, Larche, Brive-la-Gaillarde), du Lot (Souillac, Payrac, Gourdon, Salviac, Cazals et Puy-l’Évêque) et du Lot-et-Garonne (Fumel, Monflanquin, Villereal, Castillonnès, Lauzun, Duras)[5] ; la production de foie gras du Périgord a bénéficié de la mise en place du label d'origine[6] ;
6. Le canard à foie gras du Quercy provient du département du Lot et des cantons du Tarn-et-Garonne suivants : Montaigu-de-Quercy, Bourg-de-Visa, Moissac, Lauzerte, Molières, Lafrançaise, Montauban, Montpezat-de-Quercy, Caussade, Nègrepelisse, Monclar-de-Quercy, Villebrumier, Caylus et Saint-Antonin-Noble-Val[5].

En 2007, les principaux départements producteurs de foie gras de canard du Sud-Ouest sont : les Landes, les Pyrénées-Atlantiques, le Gers et la Dordogne.

## Mode de production

### Origine raciale des canards et élevage

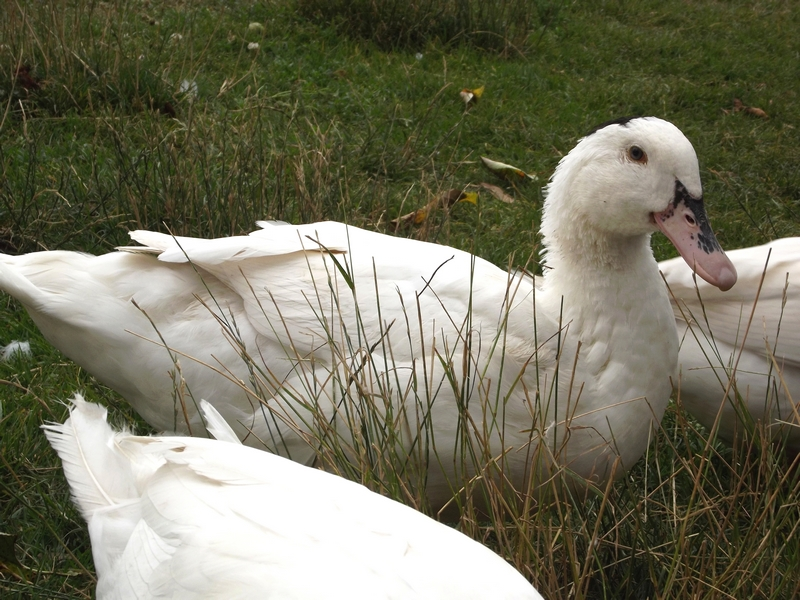
Canard mulard à foie gras du Sud-Ouest.

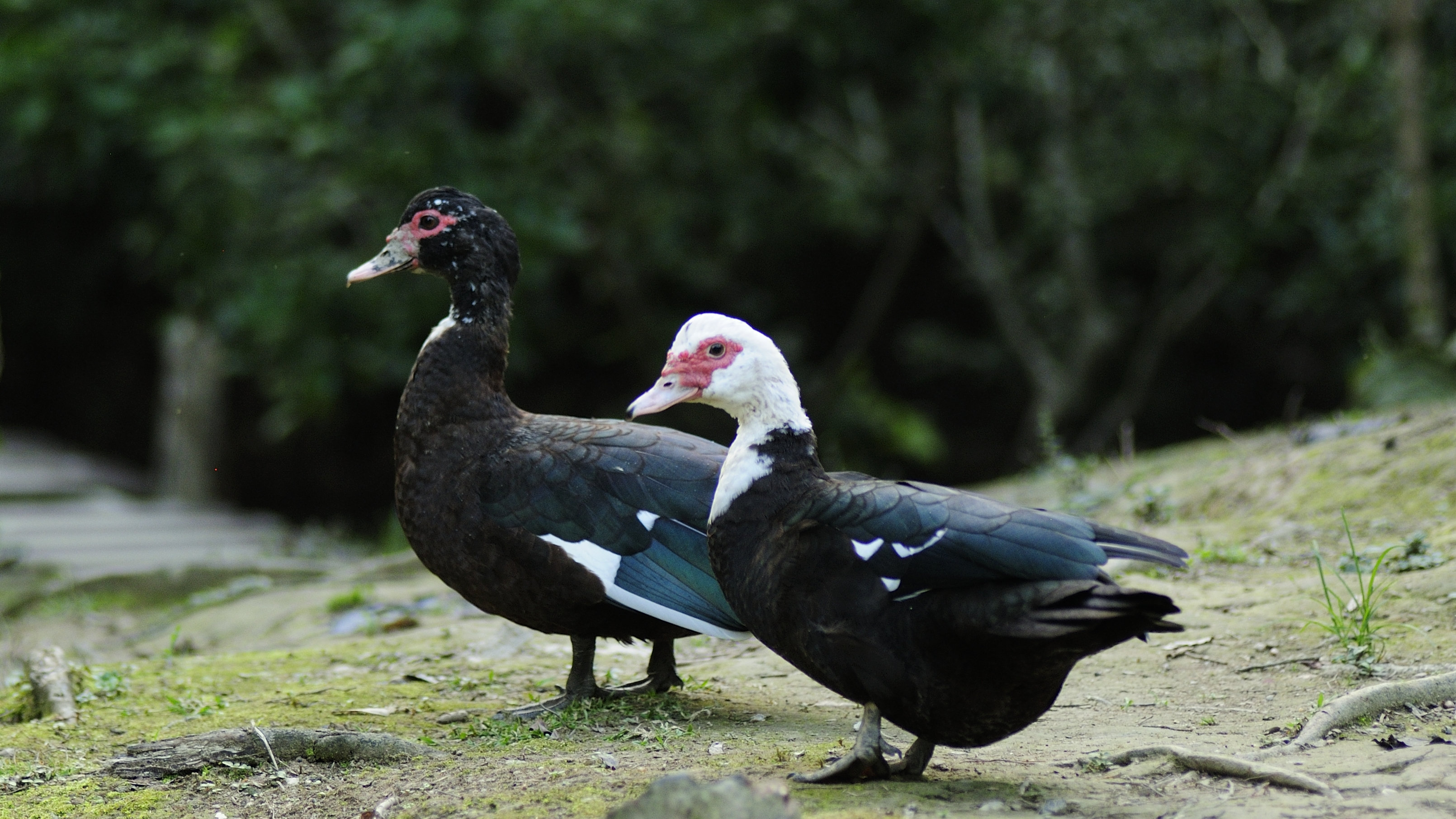
Canards de Barbarie.

Les animaux sont des canards mâles de l'espèce canard de Barbarie et du canard mulard, l'hybride entre le Barbarie et le canard européen.
Ils sont considérés adultes et aptes au gavage à partir de 81 jours. Sa durée est de dix jours soit vingt repas minimum.
Le canard à foie gras du Sud-Ouest doit être élevé avec accès à un parcours extérieur non bétonné comportant soit une zone herbeuse, soit une zone de chaume de céréales, soit un couvert forestier. Cet accès doit être possible entre le 43e jour et la mise au gavage.
Ces clauses peuvent faire l'objet d'une suspension temporaire pour des motifs sanitaires, comme en novembre 2023 afin de lutter contre la propagation du virus influenza aviaire hautement pathogène (IAHP).
Outre les aliments trouvés sur le parcours, les animaux sont nourris d’au moins 50 % de céréales (céréales et légumineuses) dans leur jeune âge jusqu’à 42 jours, puis d’au moins 70 % de céréales, avec un minimum de 15 % de maïs et un maximum de 40 % de blé. Durant le gavage, 95 % minimum de maïs, entier ou broyé, constitue leur ration. Ce maïs doit être récolté dans l’aire géographique délimitée.

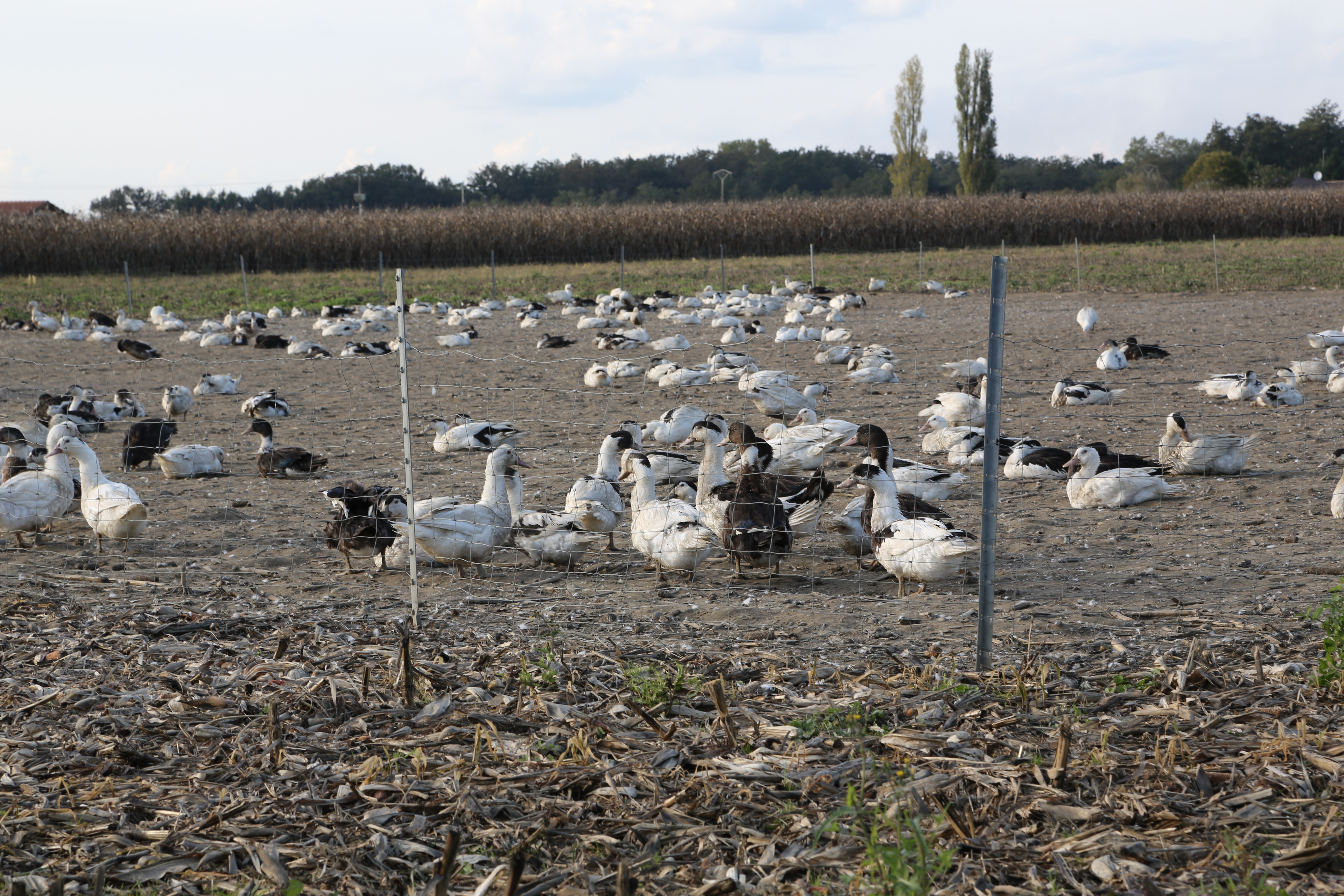
Canards en plein air.
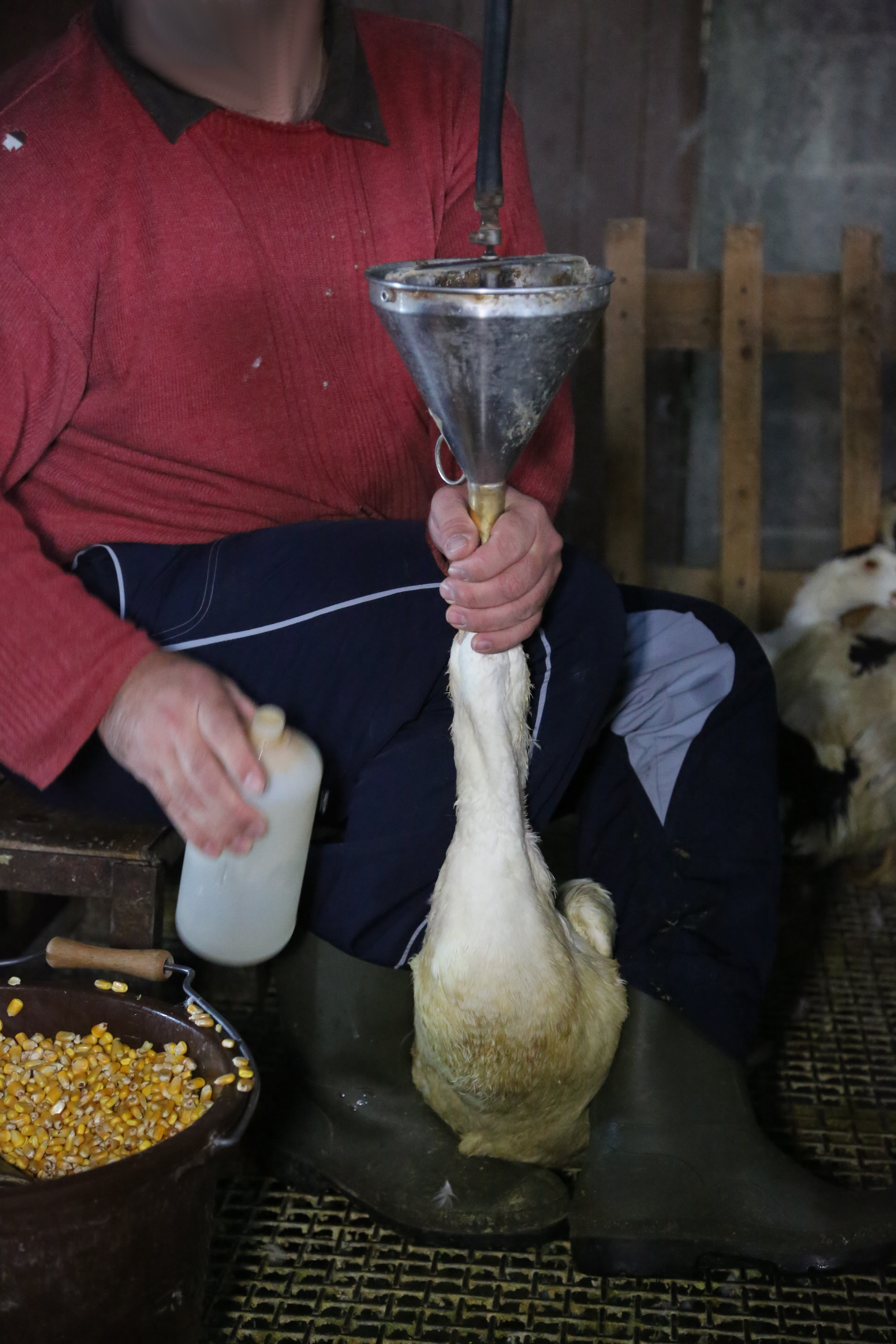
Gavage au maïs entier.
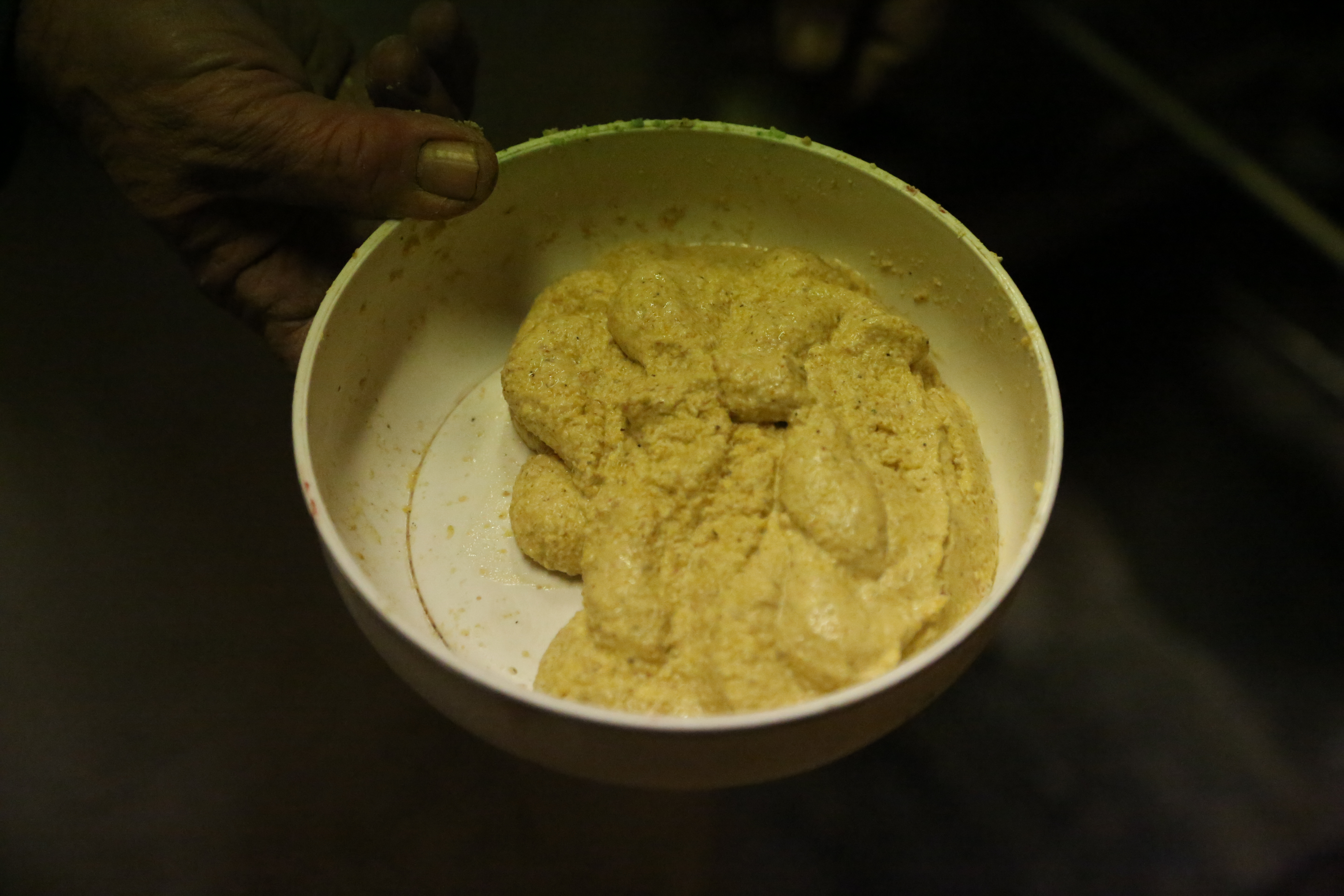
Pâte de maïs broyé.

### Abattage et découpe
L'abattage intervient après 91 jours (81 jours d'élevage et 10 jours de gavage).
Après ressuage de la viande, les carcasses sont vendues telles quelles, ou découpées, fraîches ou cuisinées. Les produits aptes à la mention « Canard à foie gras du Sud-Ouest » sont les suivants :
- viande fraiche ou surgelée : canard entier (avec ou sans foie) et carcasse éviscérée, foie gras, magret, cuisse, aiguillette, cœur, manchon, gésier ;

- viandes cuisinées : foie gras entier, foie gras, bloc de foie gras (avec ou sans morceaux), magret séché (ou séché et fumé), confit (ailes, cuisses, magrets, manchons, gésiers). Le confit est salé au sel sec, puis cuit en récipient ouvert. Ces préparations peuvent se présenter en conserves, semi-conserves (ou mi-cuits), congelés ou surgelés.

Les foies gras crus doivent peser au minimum 350 g. Ils peuvent être présentés assaisonnés. Les magrets doivent peser au minimum 300 g.

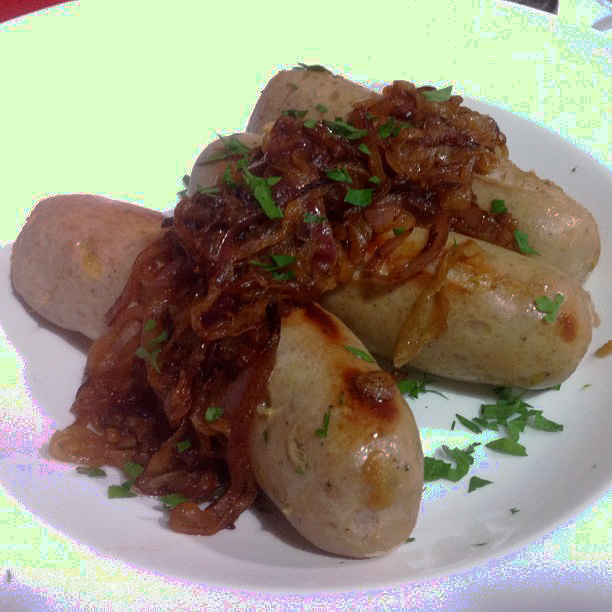
Boudin au foie gras.
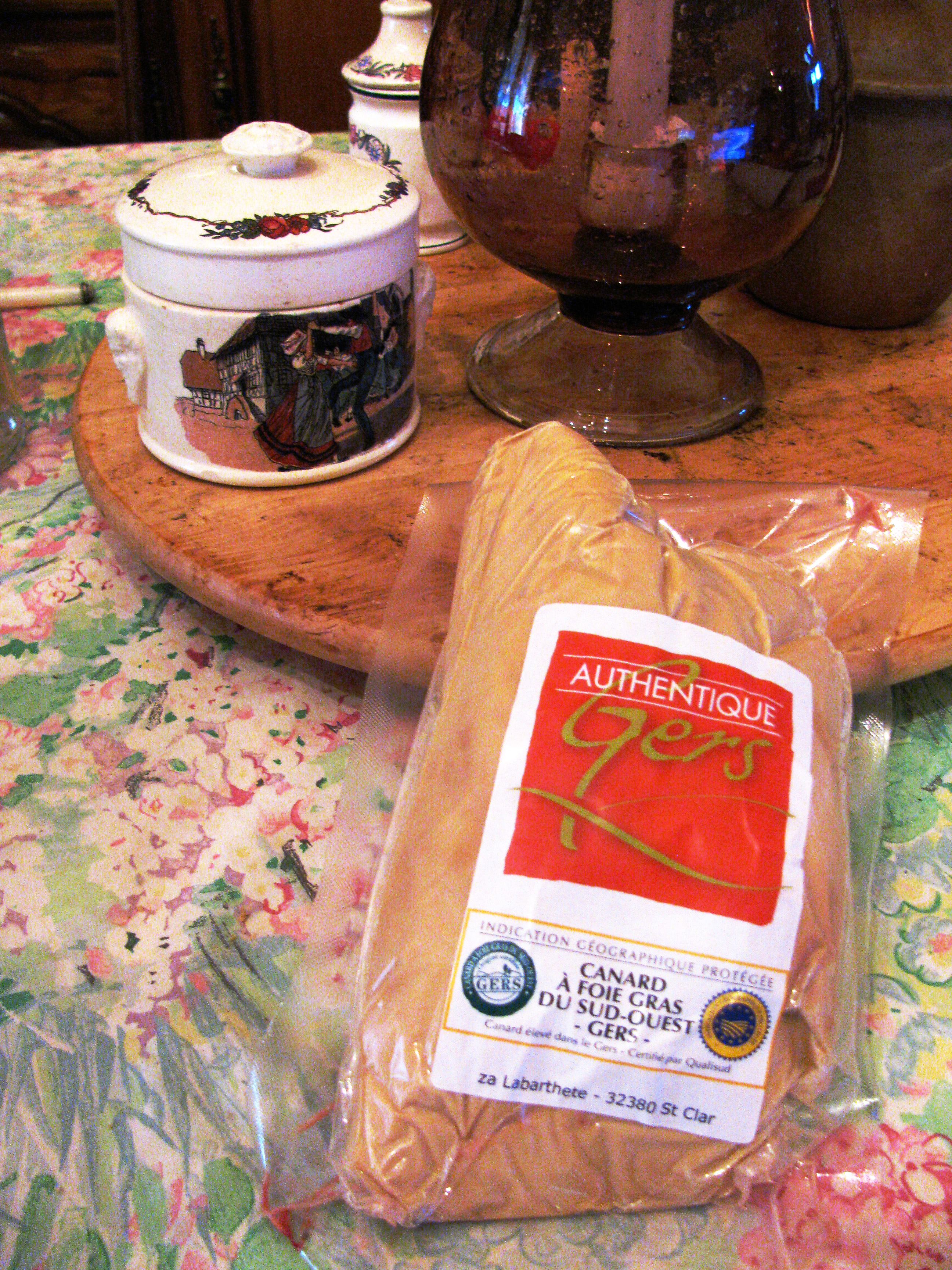
Foie gras cru vendu sous vide.
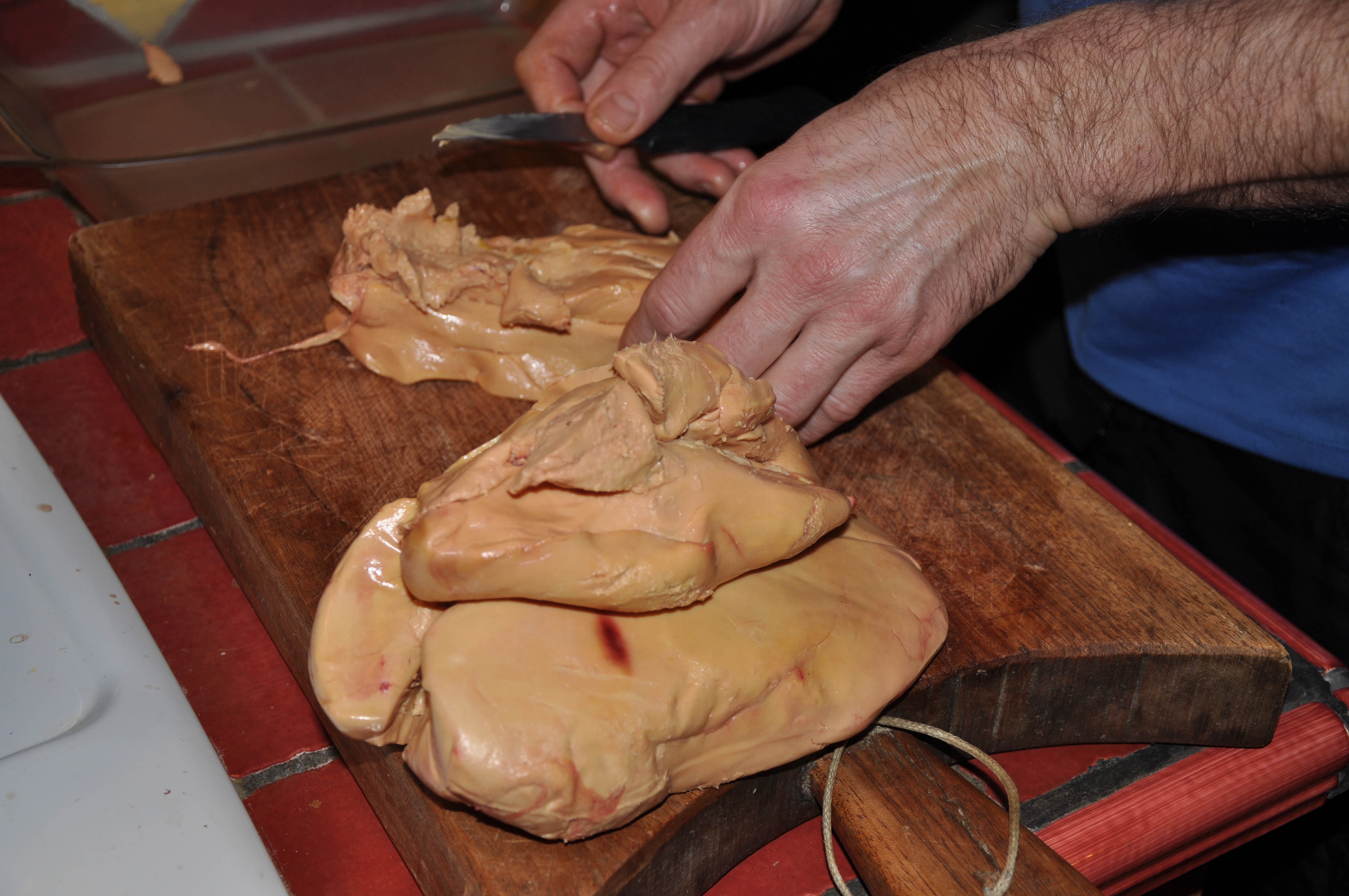
Dénervage et éveinage des lobes.
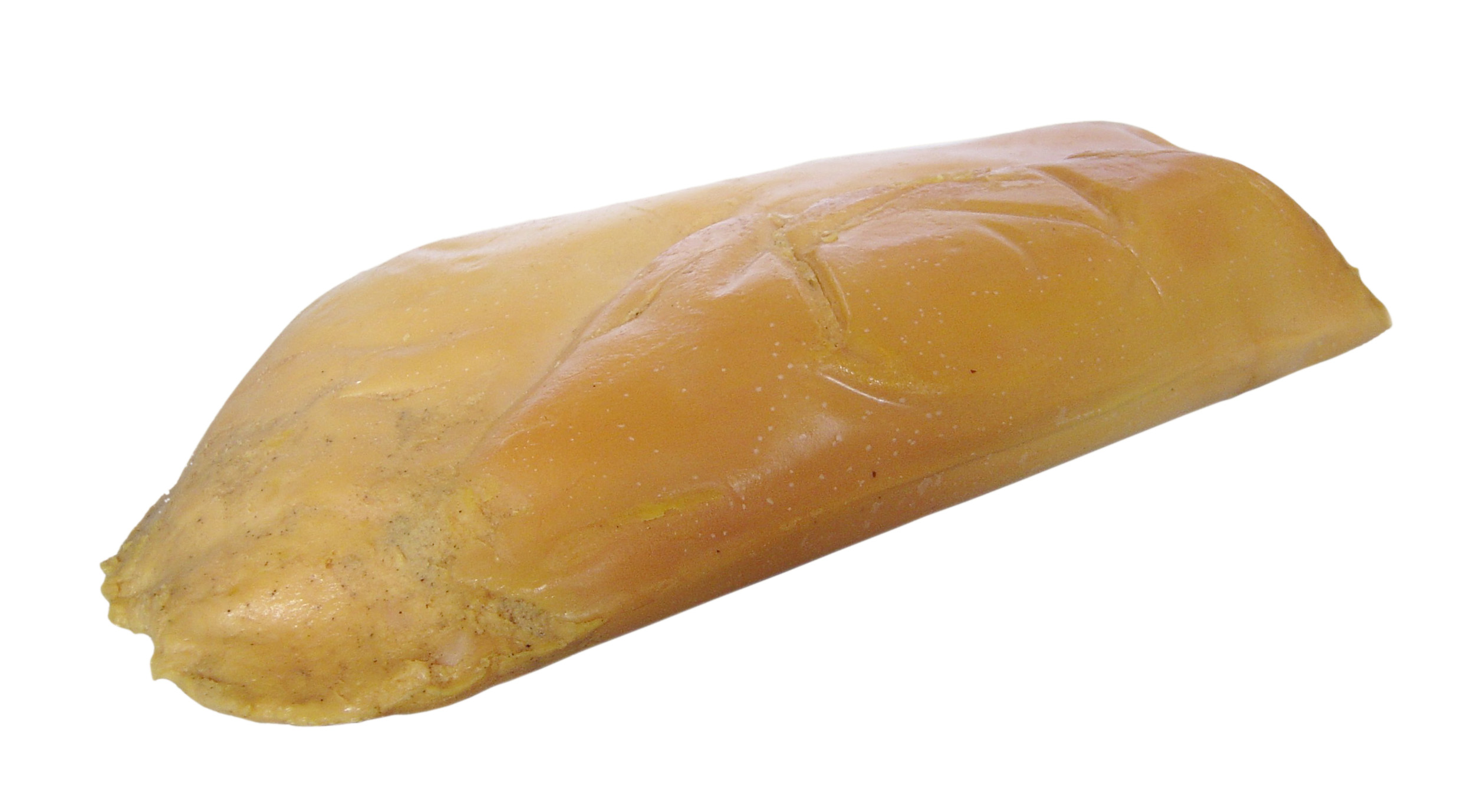
Foie gras entier cru et paré.
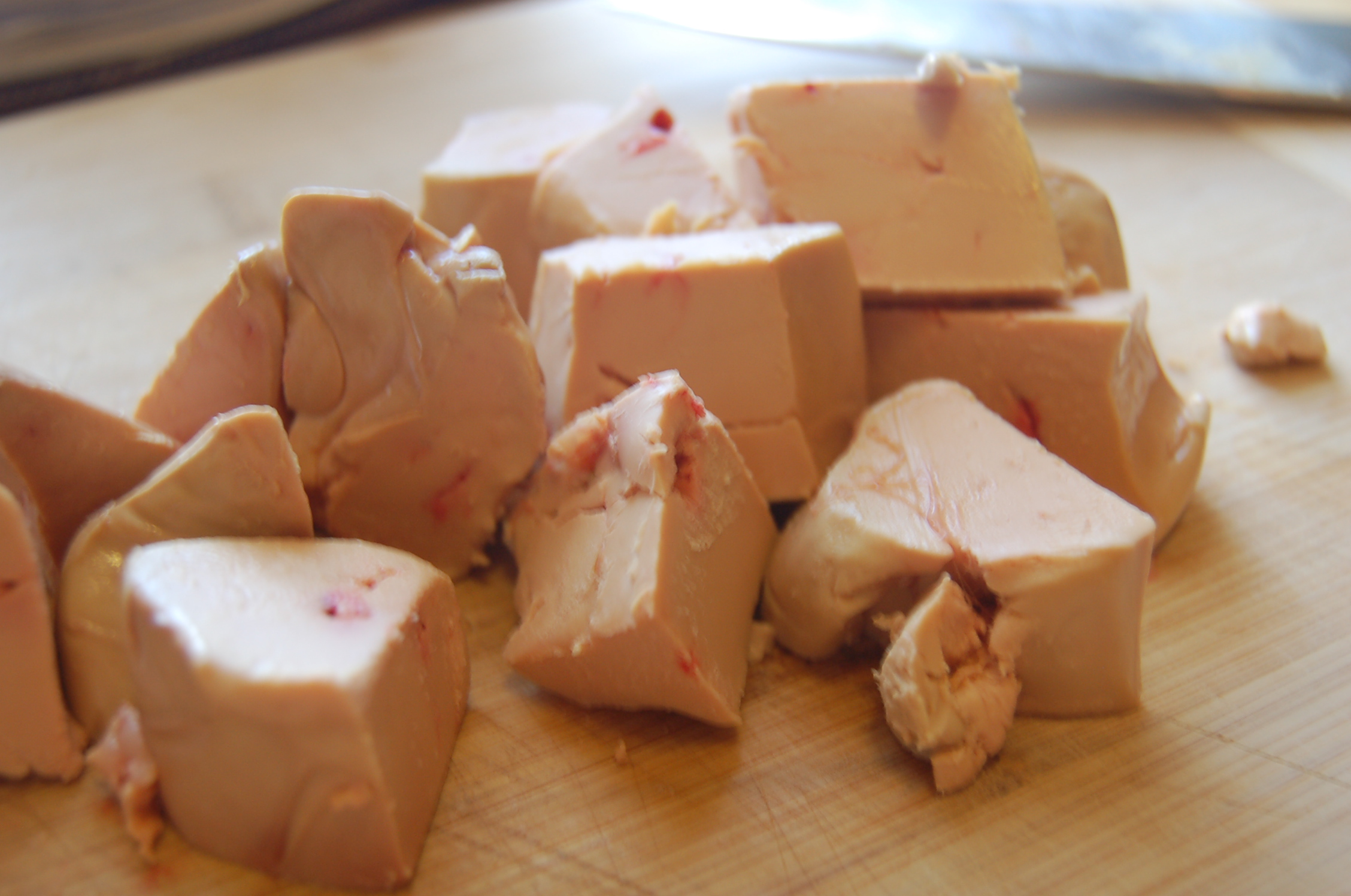
Dés de foie gras cru prêts à être cuisinés.
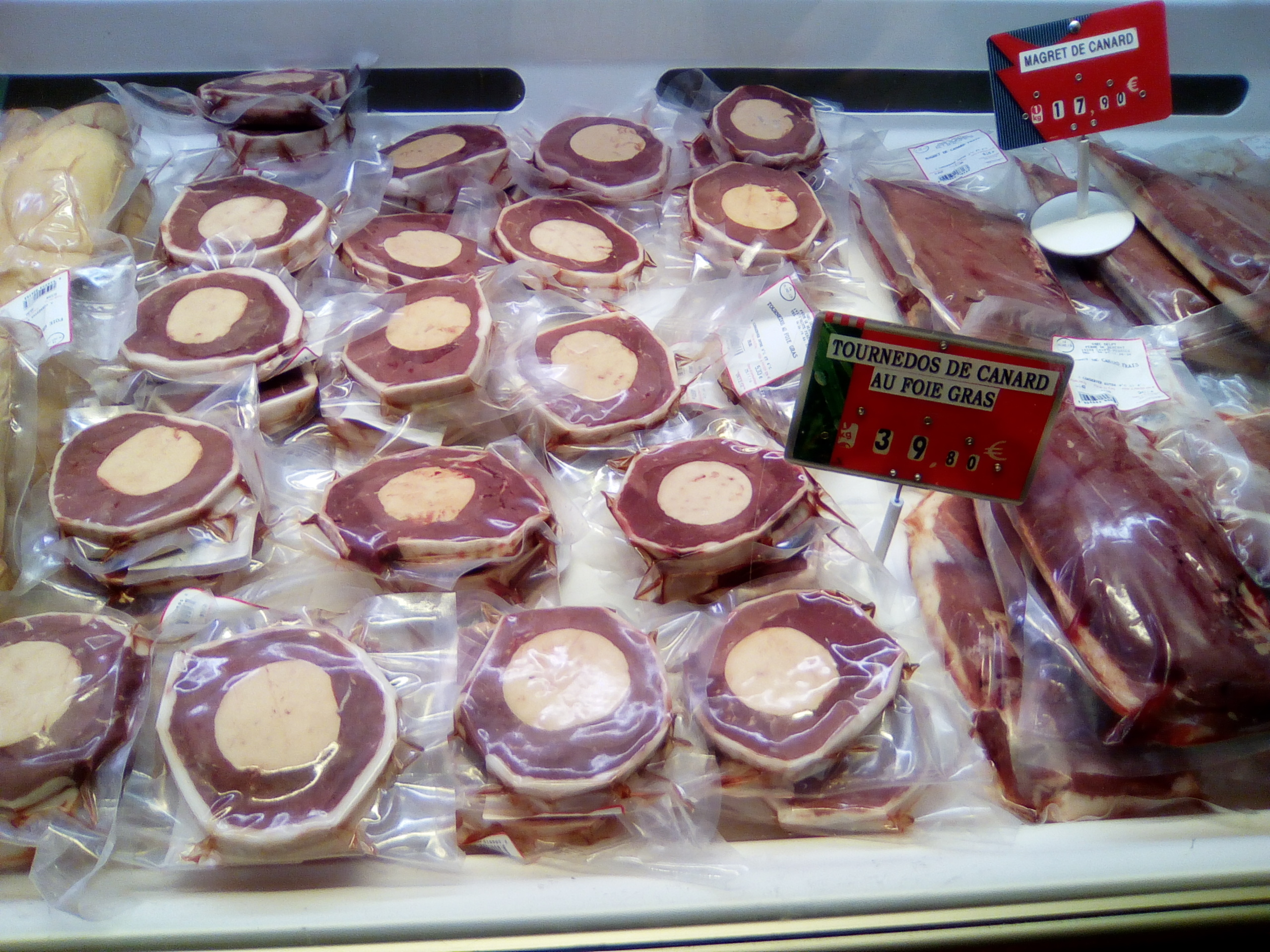
Tournedos de canard et son médaillon de foie gras prêt à cuire.

### Conditionnement et étiquetage
Les mentions obligatoires comprennent la mention « Canard à foie gras du Sud-Ouest », éventuellement suivie du nom de la zone restreinte si le canard y a été élevé, gavé, découpé, transformé, conditionné et étiqueté (Chalosse, Gascogne, Gers, Landes, Périgord, Quercy). Le nom géographique doit être au minimum aussi grand que les autres termes de cette dénomination et l’étiquetage doit respecter la charte collective en vigueur établie par le groupement.
Tout au long du processus d'élevage, du couvoir à l’élaboration du produit fini, la filière locale a mis en place une traçabilité : les acteurs de la filière, naisseurs, éleveurs, gaveurs, abatteurs, transformateurs et marchands d’aliments doivent tenir une compatibilité « matière » sur des documents dédiés.